# Hangelsberg
Hangelsberg è una frazione del comune tedesco di Grünheide (Mark), nel Land del Brandeburgo.

## Storia
Nel 2003 il comune di Hangelsberg venne soppresso e aggregato al comune di Grünheide (Mark).

## Geografia antropica
Appartengono alla frazione di Hangelsberg le località di Spreetal e Wulkow.